# 郭方
郭方，山西長治縣人，清朝政治人物、進士出身。

## 生平
顺治四年，登進士，官浙江象山县知县。